# 特捜刑事マイアミ・バイス
『特捜刑事マイアミ・バイス』（とくそうけいじマイアミ・バイス、原題：Miami Vice）は、1984年から1989年までアメリカで放映され大ヒットした刑事ドラマ。NBC制作。

## 概要
主演はドン・ジョンソンとフィリップ・マイケル・トーマス。メトロ・デイド警察(現在のマイアミ・デイド警察の風俗取締班（風俗取締班をvice squadという。オフィスは「ゴールドコースト海運」という貿易会社に偽装）と、二人の潜入捜査官クロケットとタブス他、仲間達の活動を描く。
マイアミを舞台に、ヴェルサーチやアルマーニのスーツを着てフェラーリ・テスタロッサに乗り、毎回ビルボード上位にランクされるようなメジャーなナンバーが流れるというスタイリッシュな刑事ドラマとして話題になった。こと劇中に挿入される楽曲については、もともと企画段階において、音楽番組（放送していたCATVの局名でもある）「MTV」をヒントに“MTV Cops”といった側面も取り入れたいといったプロデューサーの意向もあったとのことで、ドラマに大きな方向性と彩りを与えている。テーマソングはヤン・ハマー。劇中挿入曲を集めたサントラも発売されヒットした。
著名な者から後に有名になった者まで多くの著名人が出演した。俳優ではジョン・レグイザモ、ブルース・ウィリス、マイケル・マドセン、ベニチオ・デル・トロ、リーアム・ニーソン、ルー・ダイアモンド・フィリップス、ローレンス・フィッシュバーン、ロン・パールマン、ヴィゴ・モーテンセン、メラニー・グリフィス、ジュリア・ロバーツ、メリッサ・レオ、ケイリー＝ヒロユキ・タガワ、スタンリー・トゥッチ他多数、ミュージシャンではグレン・フライ、マイルス・デイヴィス、フランク・ザッパ、フィル・コリンズ、ジーン・シモンズ、ウィリー・ネルソン、フランキー・ヴァリ、パワー・ステーション、ジェームス・ブラウンなどがゲスト出演した。その他の有名人としてはNBAプレーヤーのビル・ラッセル、バーナード・キング、カーレーサーのダニー・サリバン、ウォーターゲート事件に関わったジョージ・ゴードン・リディ、フォード社の社長を経てクライスラー社の会長を務めたリー・アイアコッカなども出演した。
製作にあたったマイケル・マンは本質的に細部にわたって「リアリティ」に拘る映像作家であり、過去に自身が監督した映画『ザ・キープ』などでは劇中で登場する軍装品の時代考証などかなりのものであった。それは当然TVドラマ『特捜刑事マイアミ・バイス』においても徹底されている。一例としてあげるならば、シチュエーションに対する銃器の選択、実際の銃器の取り扱いなどについて、IPSCマッチシューター（ジム・ズビアナ）や現役オフィサーがアドバイス、演技指導を行うなど、アクション面においてもドラマが荒唐無稽な話とならないようにされている。なおジム・ズビアナは劇中に暗殺者役でも登場している。クイックドローで銃を構えている相手にトリプルタップ（ボディショット2発、ヘッドショット1発）で倒すシーンは見所の一つである。
更に、このドラマがひとつのムーブメントとなりえたのは、脚本においてもしっかりと「リアリティ」にこだわったからである。『マイアミ・バイス』以前の刑事ドラマは、おおよその作品が犯人逮捕こそが解決という予定調和のもとに物語が成立していた。しかし本作では逮捕しても、何でもないような手続き上のミスを「デュー・プロセス・オブ・ローに反する」と弁護士に突かれて不当逮捕として釈放されたり、苦労して立件したにもかかわらず証人保護プログラム適用者で連邦捜査局（フロリダ支局）からの申し入れにより放免となるなど、“事件が解決して次の話へ”といった流れではない。事件への「捜査」を物語の起点として、そこからはじまる、新たなストーリーを大事にしている。解決しない事件もあるということ、捜査のプロセス、つまり主人公たちの「俺達は何のためにこんなことをやってるんだろう」といったある種閉塞感を抱きながらも決して萎えることなく、それぞれの信義のもとに行動する刑事達を描いている。刑事ドラマでありながら当時ではめずらしく離婚や再婚といった人間関係や日常の生活にもしっかりと焦点を当てている。一話完結という形式をとりながらもそれらをサイドストーリーとして織り交ぜながら、きちんと時系列の中で関連性を持たせて描いている。
なお、オリジナルのスタッフが関わったのは第3シーズンまでであり、視聴率の低下もあり第4シーズンからはほぼ別のスタッフ（後にロー&オーダーを製作するディック・ウルフが中心となった）によって製作された。そのため、第4、5シーズンはそれまでの作風とは異なりより暗く、陰鬱な話が中心となった。そしてそれが従来のファンから反発を招き、さらに視聴率が低下し第5シーズンで打ち切りとなった。
オープニングのフイルムにはいくつかのバリエーションが存在しており、ヤン・ハマーの音楽と映像のみで構成された初期バージョンそして登場人物のワイプとキャステロ警部の声をあてた青野武によるナレーションが入っているものがある。更に映像が異なるバージョンまである。

## 製作概要

### 構想
1982年のウォール・ストリート・ジャーナルに『全米における税金の申告漏れの20％がマイアミ・デイド郡に集中している』という記事が掲載された。その記事を読んだ脚本家・プロデューサーのアンソニー・ヤーコヴィックは、数字の誤植かと思いながらも電卓を叩いてみると、マイアミだけでアメリカの平均的な都市の40倍の収入をもたらしているという結果となり、この数字は麻薬に関わる犯罪組織の暗躍を意味するものと理解した。
ヤーコヴィックはマイアミについて調査を始め、マイアミを舞台にした ”Gold Coast” という警察ドラマの脚本を書き始めた。実際にマイアミを訪れておとり捜査をする刑事にヒアリングをすると、捜査には犯罪者から押収した品を使用していることを知った。アメリカ連邦法によれば警察は犯罪に関わった個人の財産を押収でき、また犯罪防止の目的ならその押収品を使用できるとあり、ロレックスやアルマーニを身に付けフェラーリを乗り回す潜入捜査官のコンセプトに繋がった。
「マイアミ・バイス」が生まれた経緯としては、『ヒルストリート・ブルースの会議中、出席していたNBCの社長がふと思い付いた"MTV Cops"という2つの単語を紙ナプキンに走り書きした。近くにいたヤーコヴィックがそれを受け取り「マイアミ・バイス」のアイデアが生まれた…』という逸話が有名である。
この「NBCの社長」とは、当時NBCエンターテインメント部門の社長だったブランドン・タルティコフと思われるが、ヤーコビックによれば “Gold Coast” の執筆を始めた頃はまだタルティコフと面識がなく、どこかの芸能記者が自分の記事に注目を集めようと考えた作り話だろうとのことである。
ブランドン・タルティコフは32歳の若さでNBCのエンターテインメント部門を任されるやヒット作(ヒルストリート・ブルース、ファミリータイズ、コスビー・ショー、チアーズ、ナイトライダー、ロー&オーダー、特攻野郎Aチーム、となりのサインフェルド、他多数)を次々に送り出し、低迷していたNBCを全米ネットワークのトップにのし上げた実力者であった。MTVに対しては、単なる音楽番組ではゴールデンタイムのドラマには対抗出来ないとしながらも、テレビドラマとミュージックビデオのコラボレーションを示唆するような発言をしていたことから、MTVを強く意識していたことが窺える。”MTV Cops” の逸話はまったく的外れではないと言えよう。

### 製作
ヤーコヴィックが書いた"Gold Coast" はその後 "Miami Vice" に改名されパイロットフィルムの製作が決まった。企画時の仮題はバイスの拠点であり隠れ蓑でもある『ゴールドコースト海運』として残された。
エグゼクティブ・プロデューサーには当時40歳のマイケル・マンが抜擢された。ヤーコヴィックとは「刑事スタスキー&ハッチ」で共に脚本に参加した仲であり、これまでの映画やテレビドラマにおける優れた演出や脚本、中でも「ザ・クラッカー/真夜中のアウトロー」(1981)、「ザ・キープ」(1983)で見せた映像表現やシンセサイザーを多用した音楽、リアリティを重視する銃撃やアクションシーンなど、彼独特のセンスを取り入れたい意向があった。
マンはテレビ映画「ジェリコ・マイル/獄中のランナー」(1979)が高い評価を得たおかげで、映画監督のオファーが数多く入っていたため再びテレビシリーズに戻るとは考えにくかった。が、直前の「ザ・キープ」が興行的に失敗していたこともあり、台本を受け取ったマネージャーのジェフ・バーグは「とにかく読んでみろ」とマンに台本を手渡した。マンはその当時を回想し、実に素晴らしい台本で直感的に成功を確信したと語っている。また、自分で監督すると作品に対する疑念でいっぱいになるものだが、プロデューサーなら常に客観的な立場にいられるので自分の思い通りの作品が作れるだろうと考えたという。
アンソニー・ヤーコヴィックもエグゼクティブ・プロデューサーとしての役割を担ったが、映画製作に取り掛かるため第6話までで退いた。その後はマイケル・マンが引き継いだが、2年後には「刑事グラハム/凍りついた欲望」(1986)やテレビシリーズの「クライム・ストーリー」に移行してしまい、マンが直接関わったのはシーズン2までだったという。
シーズン3からは「ヒルストリート・ブルース」の脚本に参加したことがあるディック・ウルフを招き入れ、シーズン4ではウルフがエグゼクティブプロデューサーとして番組を仕切った。

### 製作費
製作費はパイロットフィルム(第1話)で400万ドル、その後も1エピソードあたり約130万ドルと言われている。当時のテレビドラマ史上最高の額で、1エピソードだけでマイアミデイド警察・風俗取締班（Vice Squad）の年間予算を上回る額であった。
一般に警察ドラマは屋外ロケが多いため製作費が高めになるものだが、マイケル・マンは映像に写り込む車や建物などもドラマのキャラクターの一部と考え、ロケ地の背景にまで手を加えた。彼は撮影現場からアースカラーを排除し、パステルカラーを多用するよう指示を出す。使用可・使用不可に分類されたカラーチャートを作らせて、現場に使用出来ない色があれば撮影スタッフは直ちに移動や撤去、再塗装、またはカモフラージュするなどの作業に徹した。公衆電話や建物まで塗装してしまうほど大掛かりなものだった。マンは赤色や茶色を特に嫌っており、「フェラーリ(クロケット刑事のフェラーリ・デイトナのこと)なのになぜ赤じゃないのか？」と問われるたびに「赤い車は嫌いだ」と答えていたという。当時所有していたフェラーリ308GTBも黒だった。
多額の製作費は音楽にも表れている。企画時から音楽性を重視したドラマ制作を目指しており、ステレオ収録を行うためにも多額の予算が必要だった。
パイロットフィルムを含め13エピソードで4トラックステレオ録音を実現しているが、当時のテレビはモノラル放送だったのでそこまでする必要があるのか疑問視する声もあった。しかしVHSビデオリリースや、2年以内には実施されるであろうステレオ放送を前にして、地方局等に販売する際には必ず価値が上がるとマイケル・マンは予見していた。
また、ドラマの中で流れる新旧の様々なヒット曲の使用料にエピソード毎に1万ドル以上、最高で4万ドル(シーズン2・第1話のニューヨーク編)も支払われたほか、セリフを入れないミュージックビデオのような演出はテレビドラマとしては初の試みであった。翌日の朝刊に劇中で流れた曲のタイトルとアーティスト名を掲載する新聞もあり、新曲だけでなく過去にヒット作を送り出したミュージシャンやレコード会社にとっても格好の宣伝の場となった。
1980年代といえば「フラッシュダンス」や「フットルース」のように、有名ミュージシャンを使って専用の挿入歌を作る映画が流行したが、この手法をテレビドラマに取り込んだのも「マイアミ・バイス」からである。番組のために作られた曲を集めたオリジナルサウンドトラックも発売された。

## キャスティング
クロケットとタブスの刑事コンビのアイデアは「ヒルストリート・ブルース」のスピンオフ企画が基になっている。NBCは「ヒルストリート・ブルース」で特に人気があるアンドリュー・レンコ（南部出身の白人警官）と相棒のロバート・ヒル（ニューヨーク出身の黒人警官）を主人公とする警察ドラマを企画したのだが実現せず、そのアイデアが「マイアミバイス」で採用された。

### ソニー・クロケット
ソニー・クロケット刑事の候補には映画俳優のジェフ・ブリッジス、ゲイリー・コール、ニック・ノルティ、ミッキー・ローク、トム・ベレンジャーなどの名前が挙げられたが、当時は映画俳優とテレビ俳優には明確な格差があったためすぐに却下された。
最終的に「白バイ野郎ジョン&パンチ」のジョン役を降ろされたばかりのラリー・ウィルコックスと、ドン・ジョンソンの2名が残った。ウィルコックスのオーディションはNBC社長のブランドン・タルティコフほか幹部たちからの高い評価を得た。しかし彼には白バイ警官のイメージが強く染み付いているため、製作総指揮のヤーコビックは彼を使うことに反対したという。
一方ドン・ジョンソンは前年のNBC製作のテレビドラマ、”Six Pack"(ジョンソンの息子役は当時5歳のホアキン・フェニックス)の主役でタルティコフが目を付けており、再び本作のオーディションに呼び出された。彼には麻薬所持容疑で有罪判決を受けそれが原因でベトナム戦争の兵役を拒否された経歴があることや、”Six pack”を含む4作品のテレビドラマがシリーズ化に至らなかったためプロデューサーらは彼を使うことに懐疑的だったという。しかしこのドラマに抜擢されたおかげで1980年代を象徴するスターに躍進し、「マイアミ・バイス」の代名詞とも言える存在となった。
ドン・ジョンソンはシーズン2が終わった頃、1話あたり3万ドルだった出演料を、好調な視聴率に合わせて10万ドルに上げるよう要求した。「私立探偵マグナム」のトム・セレックは25万ドルだった。
NBCは3万8,500ドルを提示したがジョンソンは承諾せず、アルバム『ハートビート』のレコーディングがあると言ってロサンゼルスに移ってしまった。撮影が停滞したためNBCは契約違反だとして2千万ドルの賠償請求をし、さらに代役としてマーク・ハーモンとトリート・ウィリアムズを選出しマーク・ハーモンでほぼ決まりかけていた。と言ってもNBCは彼をソニー・クロケット役ではなく新キャラクターの刑事として考えており、ドン・ジョンソンがいつでも戻れる状態にしていた。最終的に金額非公開のままジョンソンの続投が決まった。
『ソニー・クロケット』という名前はヤーコヴィックのお気に入りなのか「ヒルストリート・ブルース」にも同じ名前の人物が4エピソードに登場する。双方のソニー・クロケットを演じるデニス・バークレーとドン・ジョンソンは奇しくも「ティン・カップ」(1996)で共演している。

### リカルド・タブス
リカルド・タブス刑事には10人ほどの候補者があり、その中にはまだ無名だったデンゼル・ワシントンやアンディ・ガルシアの名前があったという。ドン・ジョンソンがオーディションに呼ばれたとき相棒のタブス刑事役は2〜3名までに絞られており、ジョンソンとぴったり息の合う演技をしたフィリップ・マイケル・トーマスが採用された。
ジミー・スミッツも最終段階まで残っていたが、第1話(パイロット)の冒頭でクロケットの相棒役で出演することになり、これが彼のデビュー作品となった。

### ルー・ロドリゲス
ルー・ロドリゲス主任役のグレゴリー・シエラは治安の悪いマイアミでの滞在に耐えられなくなり、殉職という形をとって4話で降板した。

### マーティン・キャステロ
後任のマーティン・キャステロ主任役として、急きょエドワード・ジェームズ・オルモスに声がかかった。推薦したのはマイケル・マン本人だった。しかし複数のキャラクターを同時に演じることを嫌うオルモスはレギュラー番組を持つことに乗り気ではなく、ゲストでなら出演しても良いと断り続けていたのだが、5回目のオファーで最高の金額を提示されようやく承諾した。この契約額は「父親が生涯働いて得た給料を上回っていた」と話している。
台本を読んだオルモスは、ノーブランドの黒のスーツと薄っぺらな黒のネクタイを衣装係に用意させた。そのスーツは洗濯してアイロンをかけず、足元には動きやすい黒のレスリングシューズ、という風変りなスタイルを提案した。また主任のオフィスから生活感をなくすためデスクや棚に置いてある物品を全て取り除くよう指示をし、残ったのは電話と私物のアスピリンのボトルのみとなった。
ドン・ジョンソンとオルモスはテレビシリーズ「ポリス・ストーリー」のシーズン5・1話”Trigger Point”(1977)で共に制服警官の役で共演したことがあった。(ちなみに「ポリス・ストーリー」シーズン6ではオルモスとグレゴリー・シェラが共演している)
しかしオルモスが初登場する第6話「切り札」の撮影が始まって早々、2人は考え方の違いから対立してしまう。オルモスはオフィスのドアを閉めておくのが自然と考えたのだが、ジョンソンは開けておくべきだと主張したのがきっかけだった。互いに譲ろうとせず撮影が中断してしまったのだが、プロデューサーのジョン・ニコレラはこの緊張感こそフィルムに収めておくべきだと考え、彼らを説得して数時間後に撮影を再開した。しかしその後10エピソードほど2人は目を合わすことすらなかったという。
シーズン3・15話「娼婦連続殺人事件の謎」では元CIA捜査官のキャラクターが気に入り、その後も準レギュラーとしてシリーズに登場させるよう希望したが製作側は受け入れなかった。失望したオルモスは本シリーズの監督や脚本に携わろうとする意欲を失ったという。

## ファッション

### コンセプト
アンソニー・ヤーコヴィックが創造したのは、犯罪者から押収した高級ブランド品を普段着のように着こなすファッショナブルな潜入捜査官であった。マイケル・マンも「テレビドラマのファッションや映像のセンスは未だに‘60年代のままだ」と発言し、古臭くて見るに耐えないドラマの一例として人気番組の「爆発！デューク」を挙げている。2人はテレビドラマ界に変革をもたらそうとアイデアを模索した。
それまで女性キャラクターが主体だったコスチュームデザインを男性にも応用しようと、衣装デザインの担当班をミラノ、パリ、ロンドンに派遣して未だアメリカに上陸していないヨーロッパの最新ファッションを調査させるとともに、ヴェルサーチ、アルマーニ、ヒューゴ・ボス、ヴィットリオ・リッチ（Vittorio Ricci）などの有名ブランドにも協力を依頼した。

### シーズン1～2
第1話の冒頭、主人公ソニー・クロケットは肩パッドが入った白の麻ジャケットにパステルブルーのTシャツ、麻のパンツにはベルトを付けずソックスを履かないエスパドリーユというスタイルで登場する。ドン・ジョンソンは役が決まったとき、ジーンズに茶色の牛革ブーツという典型的なウェスタンスタイルの刑事を思い描いていたそうで、これらの衣装を渡されたときは「パジャマに見えた」という。麻のジャケットは珍しくなかったが、クルーネックの鮮やかなTシャツとの組合せが斬新であり以後クロケットの定番スタイルとなった。初期の頃はジャケットの袖を捲り上げているシーンがあるが、本人曰く「イタリア人のモデルが着ていたジャケットで、袖が長すぎてああするしかなかった」とのこと。
サングラスは第1話ではレイバン・アビエイター、その後は主にレイバン・ウェイファーラー、腕時計はゴールドのロレックス・デイデイト・プレジデントを着用。アクションシーンではコピー品を使用した。シーズン2ではエベルと契約しエベル111クロノグラフを着けている姿が見られる。
遊び人風のクロケットに対して相棒のリカルド・タブスは、カジュアルかつ紳士的な出立ちで主にアルマーニのスーツを着用した。グレーを基調としたスーツにパステルカラーの襟付きシャツとネクタイ、または胸元を大きく広げて金のネックレス、足元は白のローファーといったスマートなスタイルを基本とする。アルマーニは「アメリカン・ジゴロ」（1980）の衣装デザインを担当したことで流行に敏感な一部のアメリカ人に注目されていたが、「マイアミバイス」のヒットと共に全米の富裕層に広まった。ハリウッドスターたちもこぞって着るようになり1980年代には”成功者の証”というイメージが定着した。
またドイツの老舗ブランドのヒューゴ・ボスはドン・ジョンソンとフィリップ・マイケル・トーマスの衣装を担当することになり、全シーズンのエンドクレジットに記されることになった。
ヴェルサーチの創始者ジャンニ・ヴェルサーチはこのドラマをきっかけにドン・ジョンソンと友人になった。1992年にヴェルサーチはサウスビーチに別荘を購入しジョンソンを度々招待した。1997年、ヴェルサーチはこの別荘の前で射殺された。現在はカーサ・カジュアリーナというブティックホテルになっており、別名「ヴェルサーチマンション」とも呼ばれている。第1話(パイロット)で殺し屋レオンが住むアパートはこの建物である。
マイケル・マンは使用可・使用不可のカラーチャートを作ったことで知られるが、衣服と背景の配色にも徹底していた。例えば光沢のあるブラックにはアシッドイエローまたはコバルトブルー、ホワイトには明るいパステルカラー、ピンクの壁にはミントグリーン、といったある程度のカラースキームが設けてあり、指示に従わなかった3名の衣装係が担当を外されたという。ドン・ジョンソンとフィリップ・マイケル・トーマスには毎回それぞれに7～8着の衣装が用意されたといい、1話あたり7千ドル前後の衣装代があてがわれた。

### シーズン3
シーズン3ではカナダのパラシュートが担当し大きなイメージチェンジを図る。ゆったりとしたジャケットとパンツの袖や裾を極端に絞った特徴的なデザインは1980年代の欧米アジア諸国で大ヒットし、特に有名ミュージシャンの間で大人気だった。エンドクレジットの衣装協力にはヒューゴ・ボスとパラシュートが名を連ねた。

### シーズン4～5
シーズン4～5になるとシーズン1〜2を再現するかのようなファッションに戻ったが、マイケル・マンが監修から退いたうえますます陰鬱さを増す脚本に合わせるため、全体的に地味で落ち着いたパステルトーンに変化している。シーズン5になるとクロケットがストーンウォッシュのデニムジャケットやジーンズを着用するに至った。
マイアミバイスはファッションの流行にも影響をもたらした。ドラマは1989年に終了したが流行はすぐに廃れることはなく1990年代中頃まで続いた。

## マイアミに与えた影響

### 大衆への影響
1980年代のはじめ、マイアミで発生する殺人事件は全米最多を記録し、全米平均の4倍を超えていた。国内に流通する違法薬物の40％がフロリダ半島を経由して密輸されており、密輸業者や密売組織の抗争が頻発する。またキューバを始めとする中南米からの不法入国者で溢れ、若者は街を去り高齢化が進んだ。劇中に数多く登場する高齢者たちは実際のマイアミの風景を写したものである。1981年11月のタイム誌も"Paradise Lost?"という特集を組むほどで、かつて栄えた高級リゾートは完全に失われた。
地元の有力者たちはマイアミバイス放映によるイメージダウンを恐れ、タイトルの”VICE”（悪徳、非合法、欠陥など悪い意味）を変更して欲しいと要求してきた。住民の半数以上を占めるヒスパニック系への人種偏見を懸念する声も聞かれた。
しかし、製作者側はこれらの意見をまともに聞き入れなかった。わかりやすいストーリーと見映えがするカーチェイスや銃撃戦が見られれば、ほとんどの視聴者（特にテレビの視聴時間が長い男性）は満足すると知っていたからである。この件についてはマイケル・マンも『刑事コジャックのせいでニューヨークの人口が減るようなものだ』と明言している。またヒスパニックが多い街が舞台となれば、それだけ正しく生きる人々も描かれるということであり、人種偏見どころかかえって多くのファンを獲得する結果となり、放映が始まって1年足らずでマイアミでの視聴率は一位を記録した。
番組の影響は商品の売れ行きにも顕著に表れた。特にドン・ジョンソン演じるクロケット刑事が使用するサングラス、ジャケット、シューズ、煙草、車、ボートなどあらゆるものが売れた。百貨店のメイシーズは主人公らと似たファッションを安価に揃えられる「マイアミバイス セクション」という特設コーナーを開設し、ボートメーカーのWellcraft社はドラマに登場するパワーボートと同じカラーリングを施した”Miami Vice Edition”を販売する。ドン・ジョンソンの無精髭が注目されればWahl社は似たような剃り残しを再現できる電気シェーバー"Miami De Vice" を開発。発売時には訴訟を恐れ商品名を"Stubble Device"に変更し29.95ドルで発売したが、こちらの売上げはあまり伸びなかった。
ドラマがヒットすると同時にマイアミは再び脚光を浴び始めた。1980年代にキューバやハイチなど中南米からの移民規制が緩和されたのも要因ではあるが、多くの人々がこのドラマを見て刺激を受けたことは紛れもない事実であった。旅行会社にはマイアミの観光パンフレットが並ぶようになりヨーロッパからのツアー客も急増した。中でも「マイアミ・バイス」のロケ地を巡る現地ツアーは人気があり、撮影に使われたサウスビーチのアールデコ建築群は観光名所になった。
マイアミは再び活気を取り戻し、五つ星ホテルや別荘、ナイトクラブやバー、ブランドものを扱うブティック、高級車ディーラー等が続々と展開する。が、経済の活性化に最も貢献したのは皮肉にもマフィアであった。

### サウスビーチの復興
アンソニー・ヤーコヴィックは脚本執筆のためマイアミを訪れた際、サウスビーチに並ぶアール・デコ様式の建築に惹き付けられた。サウスビーチの開発は1910年代に始まり、その後半世紀以上もフロリダ半島最大のリゾート地として繁栄したものの、徐々に衰退していき1970年代頃になると治安の悪い薄汚れた街に変わり果ててしまっていた。
ビーチに沿って南北に縦断するオーシャンドライブとコリンズアベニュー界隈には1920～1940年代に建設されたアールデコ建築（マイアミ・デコとも呼ばれる）が数多く残っており、荒廃した街にノスタルジックな建物が建ち並ぶギャップにヤーコヴィックは魅了されたのだった。
マイアミのアールデコ建築は960棟に上る。1970代になると老朽化のため取り壊される建物が増えつつあったが、これらを保存しようと1976年に非営利組織のMDPL（"Miami Design Preservation League" ）が発足。彼らの活動のおかげで1979年には「アールデコ歴史地区」に指定され、保存が決まった。
歴史地区とはいえ放置されたままの空き家が数多くあり、通りを通行する車や人通りもほとんどなく、ドラマのロケーションとして最適だった。
もともと建物にはカラフルな塗装はされておらず白っぽい単色の外壁だったが、ドラマが始まる2年前の1982年、ニューヨーク出身のあるデザイナーがサウスビーチをパステルカラーで彩るアイデアを発案した。この案はサウスビーチの復興を望む人々にすぐに受け入れられた。マイケル・マンも「蒸し暑さの表現」として支持し、カラフルな街並みが急速に広がることになった。
またMDPLと協力し合うことで「マイアミ・バイス」はサウスビーチの美化と歴史的建築物の保存に貢献する功績を残した。

## 出演
ジェームズ・ソニー・クロケット刑事
演 - ドン・ジョンソン ／ 声 - 隆大介
本作の主人公。階級はサージェント(Sergeant・巡査部長)。
ヨットに居を構え、ワニのエルビスとともに住んでいる。ヴェルサーチ（シーズン4頃からアーストンボラージュもしくはコウシンサトウ等のジャパニーズDCブランド)を着こなし、ロレックスの腕時計（シーズン2以降エベルのクロノグラフをつけていることが多い) をつけ、ズボンにベルトは通さず、無精ひげを生やし、靴（パチョッティのスリップオン）は素足でというのがお約束。シーズン1の前半では妻子と別居中であったが後に離婚。その後、事件で出会った歌手のケイトリン・デービスと再婚するが、後に殺されてしまう。元アメリカンフットボール選手（ワイドレシーバー、背番号は88）。海兵隊に所属していた事もある。ビリヤードの名人でもある。潜入捜査時にはソニー・バーネットと名乗る。シーズン1とシーズン2では度々喫煙シーンがあるが、シーズン3では喫煙シーンが無くなり、シーズン4の第3話「Death and the Lady」で『タバコはやめた』というセリフがある。
愛車は黒のフェラーリ365 デイトナ・スパイダー（シーズン1〜3。スティンガー試射の標的となり破壊された）と白のフェラーリ・テスタロッサ（前期型。デイトナスパイダーに代わって登場、シーズン3〜5）。自慢のパワーボートはウェルクラフト社 スカラブ38。使用銃はSIG SAUER P220（パイロット版）、ブレン・テン（シーズン1〜2）、S&W M645（シーズン3〜4）、M4506（シーズン5）、デトニクス・コンバットマスター(シーズン1〜4 バックアップ用)、S&W M6906（シーズン5 バックアップ用)
フェラーリ、パワーボート、高級ブランドの服、装飾品の類は潜入捜査の為に貸与された押収品で、ソニー個人の私物ではない。

リカルド“リコ“・タブス刑事
演 - フィリップ・マイケル・トーマス ／ 声 - 尾藤イサオ
ソニー・クロケット刑事の相棒。
ニューヨークスタイルでがっちり決めたタフでクールなアフリカ系の男。ベジタリアン。酒とギャンブルを好まない。スーツはアルマーニが多い。以前はニューヨーク市警察本部盗犯捜査課の刑事だったが、同じく刑事だった兄のラファエルをカルデロンに殺されたため、復讐目的で兄の名前を使い捜査と偽ってマイアミへやって来た。その後はニューヨークに戻らずメトロ・デイド警察に移籍、ソニーの相棒となり潜入捜査官としてマイアミで暮らす。
シーズン1前半ではマイアミの暮らしに慣れない事もあり、ソニー達ともたびたび衝突することがあった。しかし、シーズン5でソニーが記憶喪失になった時は一番に助けようと奮闘した。
潜入捜査時はシーズン1ではリチャード・テーラーと名乗る事もあったがその後“リコ”(リカルド)・クーパーと名乗る事が多い。愛車はメタリックブルーの1964年型キャデラック ドゥビル・コンバーチブル。
主な使用銃はS&W M49(全シーズン)、イサカ・オート・アンド・バーグラーモデルB（en:Ithaca Auto & Burglar、シーズン1)、フォアグリップをカスタマイズしたイサカM37ステイクアウト(シーズン2〜3)、ウィルソンアームズエグセクティブプロテクションレミントンM870（ウィルソンアームズ製の、銃身を弾倉と同じ長さまで詰め、ピストルグリップに変えた超短銃身機種。シーズン4〜5）、SIG SAUER P220（シーズン5最終話のみ使用）
1949年5月26日生まれ。

スタンレー“スタン”・スワイテク刑事
演 - マイケル・タルボット ／ 声 - 広瀬正志
マイアミバイスの刑事。常にジート刑事とコンビを組んでマフィアやギャングの監視・盗聴などの捜査にあたる。ビッグボディの持ち主であるがフットワークはとても軽快。ジート刑事と仲が良く二人で捜査する事が多いが、漫才コンビのようにおふざけが過ぎてしまう事も・・・。
シーズン1『爆発コンビ大奮戦!おもしろ刑事危機一髪』では2人のコミカルな場面が多く観る事ができる。シーズン3でジートが殉職した時は一番彼の死を悲しんだ。ギャンブルが好きで借金をすることがあったため、それが原因でゆすられた事もあった。盗聴や監視などの仕事をするが、ソニーまたはタブスが不在の時は潜入捜査をする事がある。
無類のエルビス・プレスリーマニア。使用銃はFNブローニング・ハイパワー。銃器の扱いに精通している。愛車はメタリックブルーの3代目フォード・サンダーバード。仕事中は相棒のジートと共に緑色のダッジ・ラム・バンを使用することが多い。
1955年生まれ。

ローレンス“ラリー”・ジート刑事
演 - ジョン・ディール ／ 声 - 大塚芳忠
スワイテク刑事の相棒。
捜査の時はアロハシャツを愛用。家ではペットの金魚を可愛がり、スノードームをコレクションしている。スワイテクと同じで人が良い。シーズン1で家がガス爆発しスワイテクの家に居候していた事がある。5年以上前のことだが、アルコール依存症から立ち直った過去がある。
シーズン3の12話「Down for the Count Part 1」(字幕版のみ)で殉職するが、このエピソードは日本未放送だったため日本では突然いなくなる形になった。
使用銃はS&W M659。
1950年生まれ。1987年没。

レジーナ“ジーナ”・ナバーロ・カラブリーゼ刑事
演 - サンドラ・サンティアゴ ／ 声 - 弥永和子
マイアミバイスの女刑事。
時にはトゥルーディと共に売春婦に変装して潜入捜査をする。ソニー・クロケット刑事との関係は？ シーズン3第24話でキューバ出身であることが明らかになる。
使用拳銃はS&W M36
1959年生まれ。

トゥルーディ・ジョブリン刑事
演 - オリビア・ブラウン ／ 声 - 片岡富枝
ジーナの相棒。子供に優しく、度胸がありとても有能な刑事。使用拳銃はS&W M36
1960年生まれ。
ルー・ロドリゲス主任
演 - グレゴリー・シエラ ／ 声 - 加藤精三
バイス・スクワッドの元主任。階級はルテナン(Lieutenant・警部補)。キャステロ警部の前任者。
ソニーのよき理解者だったが、シーズン1の第4話「The Hit List」でカルデロンが差し向けた殺し屋の狙撃からソニーをかばって撃たれ殉職した。
1947年生まれ。1984年没。

マーティン”マーティ“・キャステロ警部（主任）
演 - エドワード・ジェームズ・オルモス ／ 声 - 青野武
殉職したロドリゲス主任の後任。劇中の呼称はLieutenant（ルテナン・警部補）であり、“警部”の呼称は日本語版で意訳された可能性が大。
シーズン1の7話「切り札」"One-Eyed Jack"から登場。寡黙な印象に加え常に規律に厳格たろうとする態度から、当初はバイスの捜査官たちに煙たがれる傾向があったものの、その指揮の手腕からソニーをはじめ部下たちの絶対的な信頼を得るに至る。
元麻薬取締局捜査官で黄金の三角地帯のタイ領地区に赴任していたこともある。そのため自ら捜査に出ることもある。武士道を嗜んでいる為、剣術の心得があり刀も扱える、建物内に押し入って来た殺し屋達を音も立てずに返り討ちに出来るほどの剣の達人。口ひげと上下黒のスーツに白のシャツ、細めで黒色のネクタイを愛用している。
使用拳銃はコルト・ピースキーパー等。
1947年生まれ。

イザドラ“イズィー”・モレノ
演 - マーティン・フェレロ ／ 声 - 千田光男
ソニーの情報屋。インチキな商売をして胡散臭いが頼りにされている。事件に関わって危ない目に逢う事もある。ヌーギーと売人を逮捕するなど捜査には協力してくれる。普段は悪徳商業（ソニーのデイトナを無断で売ろうする等）を主な仕事にしている。前衛芸術家としての才能を持つ一面もある。
1947年生まれ。パイロット版ではカルデロンの右腕トリニ・デソトという別役で登場。吹き替えは、はせさん治が担当していた。

ヌガート“ヌーギー”・ネヴィル・ラーモント
演 - チャーリー・バーネット／ 声 - 中尾隆聖
情報屋。騒々しくて、いつも何か喋っていないと気が済まない。とても長身な恋人アンプル・アニーがおり、後に結婚する。
シーズン1 第3話でソニーたちの捜査に協力してからソニーたちの情報屋になる。序盤は度々出ていたが、後半は登場回数が少ない。
1954年生まれ。

キャロライン・クロケット（バラード）
演 - ベリンダ・モンゴメリー ／ 声 - 高島雅羅
ソニーの妻。シリーズが始まった時点でソニーと別居しており第3〜4話で離婚訴訟に発展する。彼女は潜入刑事にのめり込む夫に我慢出来なくなっていた。なんとか離婚を食い止めたものの、自宅を殺し屋に襲われキャロラインと息子のビリーにまで危険が及んだためアトランタの実家に帰ってしまった。
シーズン4・第5話でボブ・バラードと婚約しており、その後結婚して2人目の子供を妊娠した。1953年生まれ。

ケイトリン・デービス（クロケット）
演 - シーナ・イーストン ／ 声 - 榊原良子
劇中ではシンガー役。
シーズン4・第8話「Like a Hurricane」でソニーが彼女の警護をするうちに恋仲になり結婚をする。しかし、シーズン4第21話でソニーの因縁のある敵に殺害されてしまう。ソニーとの子供を身籠っていた。

## エピソード

### シーズン1
| 話数 | 原題                                            | 訳題                                                        | 日本版サブタイトル                                  | ゲスト出演                                                                          | 監督                               | 脚本                                               |
| ---- | ----------------------------------------------- | ----------------------------------------------------------- | --------------------------------------------------- | ----------------------------------------------------------------------------------- | ---------------------------------- | -------------------------------------------------- |
| #1   | Pilot: Brother's Keeper                         | 兄弟の絆                                                    | 血闘サブマシンガン!巨大組織を叩きつぶせ!            | ジミー・スミッツ ミケルティ・ウィリアムソン ビル・スミトロヴィッチ ミゲル・ピニェロ | トーマス・カーター                 | アンソニー・ヤーコヴィック                         |
| #2   | Heart of Darkness                               | 闇の奥 （コンラッドの同名小説からの引用）                   | 暗闇の魂                                            | エド・オニール スージー・エイミス                                                   | ジョン・ルーエリン・モキシー       | A・J・エディソン                                   |
| #3   | Cool Runnin'                                    | 良い旅を                                                    | クールな配達屋                                      | ラリー・ライリー                                                                    | リー・H・カッツィン                | ジョエル・サーノウ                                 |
| #4   | Calderone's Return (Part I) The Hit List        | カルデロンの帰還 前編 （旧題：暗殺リスト)                   | 宿敵カルデロン PART I                               | ジム・ズビアナ ティート・ゴヤ ロン・テイラー                                        | リチャード・A・コーラ              | ジョエル・サーノウ                                 |
| #5   | Calderone's Return (Part II) Calderone's Demise | カルデロンの帰還 後編 （旧題：カルデロンの終焉）            | 宿敵カルデロン PART II                              | ミゲル・ピニェロ ファニー・ナポリ                                                   | ポール・マイケル・グレイザー       | ジョエル・サーノウ アルフォンセ・ルジェロ・Jr      |
| #6   | One-Eyed Jack                                   | 片目のジャック （スペードもしくはハートの11を意味する隠語） | 切り札                                              | デニス・ファリーナ ジョー・ダレッサンドロ ダン・ヘダヤ                              | リー・H・カッツィン                | アルフォンセ・ルジェロ・Jr                         |
| #7   | No Exit                                         | 出口なし                                                    | 地対空ミサイル強奪!武器密輸ルートを追え             | ブルース・ウィリス トム・マーデロシアン コーティ・マンディ                          | デヴィッド・ソウル                 | チャールズ・R・レイネンウェバー モーリス・ハーレイ |
| #8   | The Great McCarthy                              | 偉大なマッカーシー                                          | ボートレースに隠された麻薬密輸ルート                | マーティン・フェレロ                                                                | ジョージ・スタンフォード・ブラウン | フィリップ・リード ジョエル・サーノウ              |
| #9   | Glades                                          | 湿原                                                        | フロリダ大湿原人質救出作戦                          | キース・ザラバッカ マーガレット・ホイットン ジョン・パンコウ                        | スタン・レイサン                   | レックス・ウェイナー アラン・ウイズバーガー        |
| #10  | Give A Little, Take A Little                    | 与えるものが少なければ得るものは少ない                      | 潜入!売春組織 女刑事ジーナの危機                    | バート・ヤング マイケル・マドセン テリー・オクィン                                  | ボビー・ロス                       | チャック・アダムソン                               |
| #11  | Little Prince                                   | 小さな王子 （サンテグジュペリの「星の王子さま」からの引用） | 麻薬汚染を暴け!虚飾の上流階級                       | ジャンカルロ・エスポジート ミッチェル・リキテンシュタイン                           | A・J・エディソン                   | ジョエル・サーナウ ウェンディ・カズン              |
| #12  | Milk Run                                        | 巡回配送                                                    | 明日なき暴走!チンピラ運び屋を追い詰めろ             | エヴァン・ハンドラー エリック・ボゴシアン                                           | ジョン・ニコレラ                   | アリソン・ホック                                   |
| #13  | Golden Triangle, part 1                         | 黄金の三角地帯 前編                                         | ドラゴン・マフィア上陸!地獄の三角地帯から来た闇将軍 | ジョン・シュナイダー                                                                | ジョージ・スタンフォード・ブラウン | ジョセフ・ガン モーリス・ハーレイ                  |
| #14  | Golden Triangle, part 2                         | 黄金の三角地帯 後編                                         | 宿命の闘い!地獄の三角地帯から来た闇将軍             | ジョアン・チェン ケイ・ルーク ジョン・サントゥッチ                                  | ジョージ・スタンフォード・ブラウン | モーリス・ハーレイ マイケル・マン                  |
| #15  | Smuggler's Blues                                | 密輸業者のブルース                                          | 運び屋のブルース                                    | グレン・フライ リチャード・ジェンキンス ハイメ・サンチェス                          | ポール・マイケル・グレイザー       | ミゲル・ピニェロ                                   |
| #16  | Rites of Passage                                | 通過儀礼                                                    | 美少女売春!危ない復讐ゲーム                         | パム・グリア ジョン・タトゥーロ デヴィッド・ソーントン                              | デヴィッド・アンスポー             | ダニエル・パイン                                   |
| #17  | The Maze                                        | 迷宮                                                        | 恐怖の24時間!大乱射マシンガンパニック               | ジョー・モートン ヴィング・レイムス ジェイ・O・サンダース                           | ティム・ジンネマン                 | マイケル・エリック・スタイン                       |
| #18  | Made For Each Other                             | お似合いの2人                                               | 爆発コンビ大奮戦!おもしろ刑事危機一髪               | エレン・グリーン マーク・リン・ベイカー                                             | ロブ・コーエン                     | アラン・ワイズベッカー デニス・クーパー            |
| #19  | The Home Invaders                               | 住居侵入                                                    | 暴行!強奪!人妻をおそう恐怖の侵入者                  | イーサイ・モラレス デヴィッド・パトリック・ケリー シルビア・マイルズ                | アベル・フェラーラ                 | チャック・アダムソン                               |
| #20  | Nobody Lives Forever                            | 誰も永遠には生きられない                                    | 無差別殺人!戦慄のショットガン                       | キム・グライスト ジャンカルロ・エスポジート マイケル・カーマイン                    | ジム・ジョンストン                 | エドワード・ディ・ロレンツォ                       |
| #21  | Evan                                            | エヴァン                                                    | 高性能サブマシンガン大量密輸!楽園に迫る死の商人の影 | ウィリアム・ラス アル・イスラエル                                                   | ロブ・コーエン                     | ポール・ダイヤモンド                               |
| #22  | Lombard                                         | ロンバード                                                  | 血の抗争!マフィア非情の暗殺指令                     | デニス・ファリーナ ヴィト・ルギニス ジョン・サントゥッチ ネッド・アイゼンバーグ     | ジョン・ニコレラ                   | デビッド・アセール ジョエル・サーノウ              |

### シーズン2
| 話数 | 原題                          | 訳題                                            | 日本版サブタイトル                                       | ゲスト出演                                                                                              | 監督                             | 脚本                                                        |
| ---- | ----------------------------- | ----------------------------------------------- | -------------------------------------------------------- | --- | -------------------------------- | ----------------------------------------------------------- |
| #1   | Prodigal Son                  | 放蕩息子                                        | マンハッタン大銃撃戦！摩天楼を駆けぬけるフロリダの熱い風 | パム・グリア ミゲル・ピニェロ ルイス・ガスマン アンソニー・ヒールド ジェームズ・ルッソ ジーン・シモンズ | ポール・マイケル・グレイザー     | ダニエル・パイン                                            |
| #2   | Whatever Works                | 何でもあり                                      | 謎の教団・血の復讐！警官連続殺人事件                     | アーサー・キット パワー・ステーション                                                                   | ジョン・ニコレラ                 | モーリス・ハーレイ                                          |
| #3   | Out Where the Buses Don't Run | バスの来ないところへ                            | フロリダ沖大銃撃戦!引退刑事の執念                        | ブルース・マッギル デヴィッド・ストラザーン リトル・リチャード                                          | ジム・ジョンストン               | ダグラス・ロイド・マッキントッシュ ジョン・マンキーウィッツ |
| #4   | The Dutch Oven                | 鉄鍋                                            | 真夜中の銃声!女刑事トルーディの選択                      | ジャンカルロ・エスポジート クリーヴァント・デリックス デヴィッド・プローヴァル マシュー・カウルズ       | アベル・フェラーラ               | モーリス・ハーレイ                                          |
| #5   | Buddies                       | 仲間                                            | 極秘文章奪回!若妻を狙う殺し屋の銃口                      | ジェームズ・レマー エスター・バリント ネイサン・レイン フランキー・ヴァリ                               | ダン・マストロジョージ           | フランク・ミリタリー                                        |
| #6   | Junk Love                     | 朽ちかけの愛 （Junkには麻薬の意味もあり）       | 極秘クラブ・愛欲のスキャンダルを撃て!!                   | エリ・プージェ マイルス・デイヴィス                                                                     | マイケル・オハーリヒー           | ジュリア・キャメロン                                        |
| #7   | Tale of the Goat              | ヤギの物語                                      | 蘇った悪魔の教祖!美女誘拐事件にひそむゾンビの呪い!!      | クラレンス・ウィリアムズ3世 ミケルティ・ウィリアムソン レイ・シャーキー ピーター・セラーズ              | マイケル・オハーリヒー           | ジム・トロンベッタ                                          |
| #8   | Bushido                       | 武士道                                          | 二重スパイ抹殺指令!暗躍・フロリダ国際諜報戦!!            | ディーン・ストックウェル ジェリー・ハーディン デヴィッド・ラッシュ                                      | エドワード・ジェームズ・オルモス | ジェイムズ・リークレイ                                      |
| #9   | Bought and Paid For           | 購入と支払い                                    | レイプ犯を追いつめろ!女刑事ジーナ怒りの銃弾              | ジョアキム・デ・アルメイダ トーマス・ミリアン エル・デバージ                                            | ジョン・ニコレラ                 | マービン・クップファー                                      |
| #10  | Back in the World             | 復帰                                            | ベトナム・コネクション 地獄の戦場から奪った白い悪夢      | ボブ・バラバン ジョージ・ゴードン・リディ イマン パティ・ダーバンヴィル                                 | ドン・ジョンソン                 | テリー・マクドネル                                          |
| #11  | Phil the Shill                | 詐欺師フィル                                    | だましのテクニック!汚れた大金を狙え!!                    | フィル・コリンズ キーラ・セジウィック                                                                   | ジョン・ニコレラ                 | ポール・ダイアモンド                                        |
| #12  | Definitely Miami              | まさしくマイアミ                                | 真夏のセクシーレディ!灼けた肌にひそむ魔性の罠!!          | アリエル・ドンバール テッド・ニュージェント                                                             | ロブ・コーエン                   | マイケル・アーネマン ダニエル・パイン                       |
| #13  | Yankee Dollar                 | アメリカドル                                    | 史上最大の闇取り引き!未亡人の危険な賭け!!                | ネッド・アイゼンバーグ オースティン・ペンドルトン                                                       | アーロン・リップシュタット       | ダニエル・パイン ジョン・マンキーウィッツ                   |
| #14  | One Way Ticket                | 片道切符                                        | 白昼の凶弾!血に飢えたヒットマンを追え!!                  | ジョン・ハード ロテール・ブリュトー ヤン・ハマー                                                        | クレイグ・ボロツィン             | クレイグ・ボロツィン ジョン・マンキーウィッツ               |
| #15  | Little Miss Dangerous         | 危険な娘                                        | 潜入!フロリダ性風俗地帯 謎の連続放火殺人犯を追え!!       | フィオナ ジュリー・ボヴァッソ                                                                           | レオン・イチャソ                 | フランク・ミリタリー                                        |
| #16  | Florence Italy                | フローレンス・イタリー（人物名）                | 激突!死のカーチェイス 真夜中の娼婦惨殺事件               | ダニー・サリバン チャールズ・ロケット ザ・ファットボーイズ                                              | ジョン・ニコレラ                 | ウィルトン・クロウリー                                      |
| #17  | French Twist                  | フランスでのめぐり合い                          | 妖艶!美人捜査官の疑惑 超A級テロリストを撃て!!            | シャーリー・ヘドリー レナード・コーエン                                                                 | デヴィッド・ジャクソン           | ジェイソン・サマーズ                                        |
| #18  | The Fix                       | 修正                                            | 腐敗の法廷・追い詰められた判事 最後の決断!!              | ビル・ラッセル バーナード・キング ハーヴェイ・ファイアスタイン マイケル・リチャーズ                     | ディック・ミラー                 | チャック・アダムソン                                        |
| #19  | Payback                       | 回収                                            | 謎の美女からの危険なメッセージ！消えた300万ドル!!        | ダン・ヘダヤ ロベルト・デュラン フランク・ザッパ                                                        | アーロン・リップシュタット       | ロバート・クレイス                                          |
| #20  | Free Verse                    | 詩                                              | VIP暗殺計画!楽園を襲うテロの嵐                           | ビアンカ・ジャガー ルイス・ガスマン マイケル・ベイ スイサイダル・テンデンシーズ                         | ジョン・ニコレラ                 | シェル・ウィレンズジム・トロンベッタ                        |
| #21  | Trust Fund Pirates            | 海賊たちの資産                                  | フロリダ大海賊団!富豪の危険なゲーム                      | ゲイリー・コール リチャード・ベルザー                                                                   | ジム・ジョンストン               | ダニエル・パイン                                            |
| #22  | Sons and Lovers               | 息子と恋人 （D・H・ローレンスの小説からの引用） | 終りなき血の報復・全面戦争!バイス対カルデロン一家!!      | ファニー・ナポリ ジョン・レグイザモ J・C・クィン リー・アイアコッカ                                     | ジョン・ニコレラ                 | デニス・クーパー                                            |

### シーズン3
| 話数 | 原題                            | 訳題                                                                           | 日本版サブタイトル                                    | ゲスト出演                                                                           | 監督                       | 脚本                                                                  |
| ---- | ------------------------------- | ------------------------------------------------------------------------------ | ----------------------------------------------------- | ------------------------------------------------------------------------------------ | -------------------------- | --------------------------------------------------------------------- |
| #1   | When Irish Eyes Are Crying      | アイルランド人の眼に涙が浮かぶとき （When Irish Eyes Are Smilingからの隠喩）   | 無差別テロリストの恐怖!                               | リーアム・ニーソン ポール・グリーソン ウォルター・ゴテル ジェフ・フェイヒー          | マリオ・ディレオ           | 原案: John Leekley 脚本: John Leekley & Dick Wolf                     |
| #2   | Stone's War                     | ストーンの戦争 （「帰還」の続編）                                              | 衝撃のスクープ!美人キャスター惨殺事件!!               | ボブ・バラバン ジョージ・ゴードン・リディ                                            | デヴィッド・ジャクソン     | David Jackson                                                         |
| #3   | Kill Shot                       | 一撃必殺                                                                       | 仕組まれた娼婦惨殺事件                                | カルロス・セステロ マリア・デュバル                                                  | レオン・イチャソ           | 原案: Manuael Arce & Leon Ichaso & Marvin Kupfer 脚本: Marvin Kupfer  |
| #4   | Walk-Alone                      | 単独行動                                                                       | 潜入指令!地獄の刑務所                                 | ケヴィン・コンウェイ ローレンス・フィッシュバーン ロン・パールマン Run-D.M.C.        | デヴィッド・ジャクソン     | W.K. Scott Meyer                                                      |
| #5   | The Good Collar                 | 善良な学生                                                                     | 暗黒街の新帝王は15歳!冷血・残忍・少年犯罪組織の恐怖!! | ジョン・スペンサー チャールズ・S・ダットン                                           | マリオ・ディレオ           | デニス・クーパー                                                      |
| #6   | Shadow in the Dark              | 闇の中の影                                                                     | 真夜中のサイコキラーを追え!                           | エド・ローター ジャック・ティボー                                                    | クリストファー・クロウ     | チャック・アダムソン                                                  |
| #7   | El Viejo                        | 老人                                                                           | 復讐のガンマン・最後の決闘!                           | ウィリー・ネルソン スティーヴ・ブシェミ                                              | アーロン・リップシュタット | Alan Moskowitz                                                        |
| #8   | Better Living Through Chemistry | 化学が築く、より良い生活                                                       | 暴走族ディスコ大銃撃戦!                               | ヴィクター・ラヴ ロブ・ニルソン                                                      | レオン・イチャソ           | 原案: Ken Edwards & Harold Rosenthal 脚本: Michael Duggan & Dick Wolf |
| #9   | Baby Blues[1]                   | 赤ん坊のブルース                                                               | 赤ちゃん密輸!悪徳弁護士の非情な商売                   | スタンリー・トゥッチ ハリー・フット                                                  | ダン・アティアス           | 原案: Michael Duggan & Dick Wolf 脚本: Michael Duggan                 |
| #10  | Streetwise                      | 世渡り                                                                         | 売春ファミリー・血の制裁!                             | ビル・パクストン ウェズリー・スナイプス トム・マーデロシアン                         | Fred Walton                | Dennis Cooper                                                         |
| #11  | Forgive Us Our Debts            | 贖罪                                                                           | 黒いドレスの殺人者                                    | ガイ・ボイド D・W・モフェット                                                        | Jan Eliasberg              | Gustave Reininger                                                     |
| #12  | Down for the Count,Part 1[1]    | ノックアウト 前編                                                              | 賭ボクシング博を暴け 破滅へのテンカウント 前編        | ドン・キング マーク・ブリーランド                                                    | Richard Compton            | 原案: Dick Wolf 脚本: John Schulian & Dick Wolf                       |
| #13  | Down for the Count,Part 2[1]    | ノックアウト 後編                                                              | 賭ボクシング博を暴け 破滅へのテンカウント 後編        | ロバート・パストレリ ジョー・ダレッサンドロ クリス・エリオット                       | Richard Compton            | 原案: Dick Wolf 脚本: John Schulian & Dick Wolf                       |
| #14  | Cuba Libre                      | キューバ解放 （同名のカクテルもあり）                                          | 非情テロリスト軍団を叩け!                             | ウィリー・コロン ビーソン・キャロル                                                  | バージル・W・ヴォーゲル    | Michael Berlin & Eric Estrin                                          |
| #15  | Duty and Honor/The Savage       | 義務と名誉 （この2つの語が組み合わさると軍関係のことを意味する）旧題：残忍な者 | 娼婦連続殺人事件の謎                                  | ハイン・S・ニョール ヘレナ・ボナム＝カーター ジュディス・マリナ ブラッド・サリヴァン | ジョン・ニコレラ           | Marvin Kupfer                                                         |
| #16  | Theresa                         | テレサ                                                                         | 女医テレサ・引き裂かれた白衣                          | ヘレナ・ボナム＝カーター ザック・グルニエ ブラッド・ドゥーリフ                       | バージル・W・ヴォーゲル    | Pamela Norris                                                         |
| #17  | The Afternoon Plane             | 午後の飛行機                                                                   | 灼熱の死闘・宿敵カルデロンを撃て!!                    | ジョン・レグイザモ ヴィンセント・ドノフリオ                                          | David Jackson              | David Jackson                                                         |
| #18  | Lend Me An Ear                  | いいか、よく聞け                                                               | 視聴指令!巨大シンジケートの秘密を暴け                 | ジョン・グローヴァー                                                                 | James Quinn                | 原案: Dick Wolf 脚本: Michael Duggan                                  |
| #19  | Red Tape                        | お役所仕事                                                                     | 流血!死の捜査令状                                     | ルー・ダイアモンド・フィリップス アネット・ベニング ヴィゴ・モーテンセン             | Gabrielle Beaumont         | 原案: Dennis Cooper 脚本: Jonathan Polansky                           |
| #20  | By Hooker By Crook              | 売春婦と悪党                                                                   | 危険なマドンナ・超高級コールガール組織の謀略          | メラニー・グリフィス ヴェロニカ・カートライト ジョージ・タケイ ルー・アルバーノ      | ドン・ジョンソン           | 原案: Dick Wolf 脚本: John Schulian                                   |
| #21  | Knock Knock… Who's There?       | コンコン、誰かいますか?                                                        | 疑惑の女!美人捜査官決別の銃口                         | エリザベス・アシュレイ イアン・マクシェーン                                          | Tony Wharmby               | 原案: Dick Wolf 脚本: John Schulian                                   |
| #22  | Viking Bikers From Hell         | 地獄から来た、いかついバイク乗り                                               | 史上最強!地獄から来たターミネーター                   | ジョン・マトゥザック キム・コーツ ソニー・ランダム                                   | James Quinn                | 原案: Walter Kurtz 脚本: Michael Duggan & Dick Wolf                   |
| #23  | Everybody's in Showbiz          | この世はすべてショー・ビジネス （ザ・キンクスの同名アルバムからの引用）        | 殺意のカーテンコール                                  | マイケル・カーマイン ベニチオ・デル・トロ                                            | Richard Compton            | 原案: David Cooper & Reinaldo Povod 脚本: David Burke                 |
| #24  | Heroes of the Revolution        | 革命の英雄                                                                     | 女刑事ジーナの復讐!!                                  | ジェローン・クラッベ                                                                 | Gabrielle Beaumont         | 原案: Dick Wolf 脚本: John Schulian                                   |

### シーズン4
| 話数 | 原題                            | 訳題                | 日本版サブタイトル                            | ゲスト出演                                                                        | 監督                    | 脚本 |
| ---- | ------------------------------- | ------------------- | --------------------------------------------- | --------------------------------------------------------------------------------- | ----------------------- | --- |
| #1   | Contempt of Court               | 法廷侮辱罪          | 非情のコネクション 密告者を消せ!!             | スタンリー・トゥッチ メグ・フォスター フィリップ・ベイカー・ホール                | Jan Eliasberg           | Peter McCabe |
| #2   | Amen... Send Money              | アーメン...金を送れ | 偽りのバイブル                                | ブライアン・デネヒー ベン・スティラー ジェームズ・トールカン アニタ・モリス       | James J. Quinn          | John Schulian |
| #3   | Death and the Lady              | 死と貴婦人          | ポルノ女優失踪事件の謎を追え!                 | ペネロープ・アン・ミラー ポール・ギルフォイル ケリー・リンチ ミゲル・フェラー     | Colin Bucksey           | David Black |
| #4   | The Big Thaw                    | 大きな解凍          | 緊急手配! 消えた死体カプセルを奪還せよ!!      | アルフレッド・モリーナ                                                            | Richard Compton         | Joseph DeBlasi                                                                                                   |
| #5   | Child's Play                    | 子供の遊び          | 硝煙のマイアミ 武器密売組織の罠を暴け!!       | ヴィング・レイムス アイザック・ヘイズ                                             | Vern Gillum             | 原案: Priscilla Turner 脚本: マイケル・ピラー                                                                    |
| #6   | God's Work                      | 神の仕業            | 血の惨劇!! 巨大犯罪ファミリーの崩壊           | イーサイ・モラレス フランチェスコ・クイン アルフォンソ・アラウ                    | Jan Eliasberg           | Edward Tivnan |
| #7   | Missing Hours                   | 失われた時間        | 未知からのメロディ 恐怖の国家機密に迫れ!!     | ジェームス・ブラウン クリス・ロック                                               | Ate de Jong             | トマス・M・ディッシュ                                                                                            |
| #8   | Like A Hurricane                | ハリケーンのように  | 危険な証言台 美しきロック・シンガーに迫る凶弾 | シーナ・イーストン ザンダー・バークレー                                           | Colin Bucksey           | Robert Palm |
| #9   | Rising Sun of Death[1]          | 死の旭日            | マイアミ任侠伝 血塗られたライジングサン       | R・リー・アーメイ ケイリー＝ヒロユキ・タガワ ジェームズ・ホン                     | レオン・イチャソ        | Peter Lance |
| #10  | Love at First Sight             | 一目惚れ            | 猟奇殺人! 血に染まるビデオ・デートクラブ      | シーナ・イーストン イマン ロリ・ペティ                                            | ドン・ジョンソン        | Peter McCabe |
| #11  | Rock and a Hard Place           | 岩と硬い場所        | 殺人スキャンダル 悪徳音楽プロデューサーの野望 | シーナ・イーストン                                                                | Colin Buckse            | 原案: Dick Wolf 脚本: Robert Palm                                                                                |
| #12  | The Cows of October             | 10月の牛            | 東西情報戦 最新バイオ技術・争奪のテクニック   | ゲリット・グレアム                                                                | Vern Gillum             | Ed Zuckerman |
| #13  | Vote of Confidence              | 信任投票            | 狙われた娼婦 政界に暗躍する獣たち             | ラリー・パイン                                                                    | Randy Roberts           | John Schulian |
| #14  | Baseballs of Death              | 死の野球ボール      | 冷血の殺人兵器密輸機関を叩け                  | オリヴァー・プラット リサ・マリー                                                 | ビル・デューク          | Peter Lance |
| #15  | Indian Wars[1]                  | インディアン戦争    | 潜入!謎の先住民部隊を追え!!                   | ジョー・ターケル                                                                  | レオン・イチャソ        | 原案: Frank Coffey & Carl Waldman 脚本: Frank Coffey & Michael Duggan & Peter Lance & Robert Palm & Carl Waldman |
| #16  | Honor Among Thieves?[1]         | 盗人にも仁義あり    | 麻薬シンジケートの制裁! 殺人犯を救出せよ!!    | ディラン・ベイカー                                                                | Jim Johnston            | Jack Richardson                                                                                                  |
| #17  | Hell Hath No Fury[1]            | 地獄の沙汰も金次第  | 女教師vs.レイプ犯 過熱するマスコミ合戦        | ドン・ハーヴェイ ジョン・フィン                                                   | バージル・W・ヴォーゲル | 原案: David Black 脚本: Michael Duggan                                                                           |
| #18  | Badge of Dishonor[1]            | 不名誉のバッジ      | 不名誉の死! 悪に屈した警官                    | バーブラ・ストライサンド レニ・サントーニ ジュリオ・オスカー・メチョソ            | Richard Compton         | 原案: Dick Wolf 脚本: Michael Duggan & Peter Lance                                                               |
| #19  | Blood and Roses[1]              | 血とバラ            | 禁断の果実! 女捜査官を誘う甘い罠!             | スタンリー・トゥッチ フランク・スタローン マイケル・ウィンコット メグ・フォスター | George Mendeluk         | 原案: Dick Wolf 脚本: Robert Palm                                                                                |
| #20  | A Bullet for Crockett[1]        | クロケットへの弾丸  | ソニー絶体絶命!! ヒーローを襲った銃弾!        | リサ・ヴィダル                                                                    | Donald L. Gold          | 原案: Dick Wolf 脚本: Michael Duggan & Peter Lance                                                               |
| #21  | Deliver Us From Evil: Part 1[1] | 悪より救い出し給え  | 十字架の誓い! 愛しき者に神のご加護を          | シーナ・イーストン                                                                | George Mendelu          | 原案: Dick Wolf 脚本: David Black, Michael Duggan & Robert Palm                                                  |
| #22  | Mirror Image: Part 2[1]         | 鏡像                | 消えた記憶! 裏切りのギャングサミット!         | ジュリア・ロバーツ クリス・クーパー アントニオ・ファーガス                        | Richard Compton         | 原案: ダニエル・サックハイム & Nelson Oramas 脚本: Robert Palm & ダニエル・サックハイム                          |

### シーズン5
| 話数 | 原題                                 | 日本版サブタイトル                      | ゲスト出演                                                                                         | 監督                    | 脚本                                                                               |
| ---- | ------------------------------------ | --------------------------------------- | -------------------------------------------------------------------------------------------------- | ----------------------- | ---------------------------------------------------------------------------------- |
| #1   | Hostile Takeover: Part 3[1]          | 血の抗争!麻薬組織を乗っ取れ!!           | ジョー・サントス ジョン・ポリト マット・フリューワー                                               | ドン・ジョンソン        | Ken Solarz                                                                         |
| #2   | Redemption in Blood: Part 4[1]       | 決死の償い!失われた記憶を取り戻せ!!     | | Paul Krasny             | 原案: Robert Ward 脚本: Scott Shepherd & Ken Solarz                                |
| #3   | Heart of Night[1]                    | 仕組まれた罠 裏切りの真実を暴け!!       | ロザリンド・チャオ ジェームズ・サイトウ ボブ・ガントン                                             | Paul Krasny             | James Becket                                                                       |
| #4   | Bad Timing[1]                        | 危険な休暇 脱獄した凶悪犯を追え!!       | メリッサ・レオ プルイット・テイラー・ヴィンス                                                      | バージル・W・ヴォーゲル | Scott Shepherd                                                                     |
| #5   | >Borrasca[1]                         | 暗躍!闇から迫る手 巨大取引を阻止せよ!!  | ブライオン・ジェームズ ファン・フェルナンデス                                                      | Vern Gillum             | Elvis Cole & Vladislavo Stepankutza                                                |
| #6   | Line of Fire[1]                      | 殺意の包囲網 100万ドルの男を守れ!!      | バリー・プリマス アーシフ・マンドヴィ                                                              | Richard Compton         | Raymond Hartung                                                                    |
| #7   | Asian Cut[1]                         | 悪魔の拷問!死体に刻まれた謎の文字       | ケイリー＝ヒロユキ・タガワ                                                                         | James Contner           | 原案: Robert Ward 脚本: Peter McCabe                                               |
| #8   | Hard Knocks[1]                       | 甘い誘惑!賭博組織の恐怖の陰謀!!         | リチャード・ジェンキンス                                                                           | Vern Gillum             | 原案: Scott Shepherd & Ken Solarz & Robert Ward 脚本: Ken Solarz                   |
| #9   | Fruit of The Poison Tree[1]          | 法廷対決!敏腕弁護士の裏の顔を暴き出せ!! | アマンダ・プラマー トニー・シリコ スティーヴン・マクハティ                                         | Michelle Manning        | Rob Bragin                                                                         |
| #10  | To Have And to Hold[1]               | 悲劇の暗殺者 愛と憎しみの果てに         | ミゲル・フェラー                                                                                   | Eugene Corr             | William Conway                                                                     |
| #11  | Miami Squeeze[1]                     | 美人議員の謀略 キャステロ危機一髪!      | リタ・モレノ ロバート・ジョイ                                                                      | Michelle Manning        | 原案: Ted Mann & Peter McCabe & Robert Ward 脚本: Ted Mann & Peter McCabe          |
| #12  | Jack of All Trades[1]                | ホラ吹きジャックvs.偽札製造団           | | Vern Gillum             | <原案: Robert Ward 脚本: Ken Solarz                                                |
| #13  | The Cell Within[1]                   | 電気イスの恐怖!殺人鬼の歪んだ情熱       | リチャード・ガント L・M・キット・カーソン ジョン・P・ライアン                                      | Michael B. Hoggan       | Jack Richardson                                                                    |
| #14  | The Lost Madonna[1]                  | 消えた聖母 暗躍する美術品盗品ディーラー | マイケル・チクリス ネッド・アイゼンバーグ                                                          | Chip Chalmers           | Robert Goethals                                                                    |
| #15  | Over The Line[1]                     | 闇の警察組織 ゆがんだ正義の執行者       | トーマス・アラナ ケヴィン・コリガン                                                                | Russ Mayberry           | 原案: Scott Shepherd & Robert Ward 脚本: Terry McDonell                            |
| #16  | Victim of Circumstance[1]            | 捕虜収容所の凶行!狙われた生存者たち     | カレン・ブラック ポール・ギルフォイル ジョン・レグイザモ ザンダー・バークレー ウィリアム・ヒッキー | Colin Bucksey           | Richard Lourie                                                                     |
| #17  | Freefall[1] （米国本放送時の最終話） | 巨大な罠!正義をかけた最後の任務         | イアン・マクシェーン ロバート・ベルトラン グレッグ・ジャーマン エルピディア・カリロ                | Russ Mayberry           | 原案: Frank Holman & Scott Shepherd & Ken Solarz 脚本: William Conway & Ken Solarz |
| #18  | World of Trouble[1][2]               | ハイテク兵器強奪の悲劇                  | デニス・ファリーナ ネッド・アイゼンバーグ ヴィンセント・スキャヴェリ                               |                         |                                                                                    |
| #19  | Miracle Man[1][2]                    | 爽快!ミラクルマン 麻薬王を倒せ!         | ザック・グルニエ                                                                                   | Alan Myerson            | 原案: Gillian Horvath & Robert Ward 脚本: Rob Bragin                               |
| #20  | Leap of Faith[1][2][3]               | 操られた心 悪魔のドラッグの誘惑         | ローラ・サン・ジャコモ キース・ゴードン                                                            | Robert Iscove           | Robert Ward                                                                        |
| #21  | Too Much, Too Late[1][4]             | 偽りの代償!悲しき少女の復讐劇!          | パム・グリア CCH・パウンダー                                                                       | Richard Compton         | 原案: John A. Connor 脚本: Jack Richardson                                         |

- ^1 このエピソードはテレビ東京の本放送時には放送されなかった。
- ^2 このエピソードはNBCの本放送時には放送されず、シリーズ終了から1ヵ月後に放送された。
- ^3 このエピソードにおいては続編の可能性が示唆されている。
- ^4 このエピソードは児童の性的虐待が描かれていたためNBCの本放送時に放送されず、シリーズ終了から半年後にケーブル局での再放送時に放送された。

## 使用する車

### フェラーリ・デイトナ・スパイダー
※詳細は「マイアミバイスのフェラーリ」を参照。
クロケットが乗るフェラーリ365GTS/4 デイトナ・スパイダーは本物ではなく、アメリカのマクバーニー（Mcburney）社が制作したレプリカ。シボレー・コルベット（C3）をベースに製作されており、外観が微妙に異なる複数の車両が撮影に使用された。このドラマのヒットと共にデイトナのレプリカモデルは飛ぶように売れ、雨後の筍の様にデイトナのレプリカを制作する会社がカリフォルニアに乱立。一方で増え続けるバックオーダーに対処する為、量産体制に入った本家マクバーニー社のレプリカは台数を重ねるごとに段々粗悪な作りになる。その後マクバーニー社は本家のフェラーリ社より提訴され敗訴した。
シーズン3の第1話でスティンガーの試射の標的にされて爆破され、ソニーはフェラーリ・テスタロッサに乗り換えているのだが、S3・7話「復讐のガンマン 最後の決闘!」ではなぜかデイトナに戻っている。これは当初「復讐のガンマン 最後の決闘!」がシーズン3の第1話になる予定だったものを、デイトナ爆破エピソードこそ第1話にふさわしいと判断されオンエアの順番が入れ替えられた事が原因である。

### フェラーリ・テスタロッサ
※詳細は「マイアミバイスのフェラーリ」を参照。
番組にテスタロッサが登場した最初はボディーカラーは黒であったが、破壊されたデイトナ・スパイダーの後継として貸与される時から、夜の街中で映えるようにとボディカラーが白に変わった。S3・1話「無差別テロリストの恐怖!」で使用された黒色のテスタロッサを白に再塗装したものである。
このテスタロッサも撮影用に本物とレプリカを使い分けていることが分かる。ハードな走行シーン（急発進のシーンなども含む）や、車の近くで建物などの爆破などがある場合はレプリカが使われ、静かに走行するシーンなどでは本物のテスタロッサが使われている。劇中でソニーがレプリカに乗って急発進するシーンがあるが、その時のテールランプを見るとレプリカがATであることを確認できるし、ホイールの形状を見てもわかるシーンがある。この作品ではフェラーリ・テスタロッサのレプリカとして有名なポンティアック・フィエロをベースにしたレプリカではなく、デ・トマソ・パンテーラのシャシーと事故車から取り出した本物のフェラーリ・テスタロッサのボディを合体させた特製のレプリカを製作して使用している。

### キャデラック・ドゥビルクーペコンバーチブル1964年型　Cadillac Coupe DeVille Convertible
タブスが愛用するブルーメタリックのキャデラックは、S1・10話「潜入!売春組織 女刑事ジーナの危機」で初登場した。
撮影用に2台が用意された。1台はグレーがかったライトブルーメタリックのボディに黒いステアリングホイール。もう1台は若干グリーンが混じったライトブルーメタリックで白のステアリングホイールが装備されている。S3・1話「無差別テロリストの恐怖!」ではシーンが切り替わる度に2台のキャデラックが入れ替わっている。
黒のステアリングホイールの車体は2007年にベルギーのコレクターが購入し、オリジナルカラーに再塗装され1968年型のエンジンに載せ替えられたという情報がある。もう1台は不明。

1963年型、または同じボディパネルを使用するエルドラドと混同されることが多いが、1964年型は1963年型のマイナーチェンジモデルでありテールライトの形状で判別できる。また、エルドラドとの違いは後部タイヤカバーの有無で、タブスのキャデラックにはタイヤカバーが付いていることからエルドラドでないことがわかる。
幌（コンバーチブル）が閉じた状態が見られるのはS1・15話「運び屋のブルース」のみ。S2・20話「VIP暗殺計画!楽園を襲うテロの嵐」では電動で幌が閉じるシーンがある。

### ダッジ・ラム バンB-250　Dodge Ram Van
スワイテクとジートが乗るバン。
"BUG BUSTERS"という害虫駆除の業者を装い監視やおとり捜査に使用する車両。S2・9話「レイプ犯を追いつめろ!女刑事ジーナ怒りの銃弾」で情報屋モレノによってバンが盗まれ、転売を企てるモレノに向かってジートが「おれのバンを返せ」と迫ることからジートに貸与されている車両と思われる。
シーズン1〜2でスワイテクとジートがバンを使用するシーンはコミカルな演出ばかりだったが、シーズン3からシリアスなストーリーが多くなるのに合わせて単色グリーンの地味なバンに変わった。
シーズン2の1979年型はスワイテク刑事を演じたマイケル・タルボットが引き取り、生まれ故郷のアイオア州ウェイバリーでしばらく乗り回していたと自身のフェイスブックに書いている。ルーフの羽アリも一緒に持ち帰った。
- 第1話：1981年型 ホワイト

両側にスライドドア。大雑把な作りの巨大な蜘蛛がルーフ上に載せられ、側面に"BUG BUSTERS"という架空の害虫駆除業者のロゴが描かれている。電話番号は999-9999とある。
- 第2話以降のシーズン1：1981年型 ホワイト

貨物室側面に両開きのドア（ダブルサイドドア）が付くタイプになる。
ボディサイドの電話番号は478-1357 。ルーフの蜘蛛はパイロット版と同じだが、車内から脚を揺らすギミックが見られる。シーズン1の途中で蜘蛛から羽アリに載せ替えられ、羽根を電動でゆっくりと動かすことが出来る。
- シーズン2〜5：1979年型 グリーン

明るいグリーンのボディにオレンジ色のBUG BUSTERSのロゴがある。ルーフ上の羽アリは少々リアルさを増し、ボディ全面に多数のシロアリのシルエットが描かれるなど、より人目を惹く外観に変わった。
シーズン3以降はボディのデコレーションが全て取り払われ、地味な単色グリーンになった。

## 使用する船舶
クロケットはマリーナのヨットで生活し、ヨットの隣にはパワーボートが係留されている。2隻の係留場所はマイアマリーナの北側の桟橋だが、シーズン2の中頃から背後でベイサイドマーケットプレースの建設が始まったせいか撮影場所が転々と変わる。シーズン4の中盤頃から再び元の場所に戻された。

### パワーボート
- クリスクラフト 390スティンガー/390Xスティンガー　Chriscraft 390X Stinger

シーズン1で使用。
全長39フィート。420馬力のマーキュリー・マークルーザー製エンジン×2基を搭載し、最高速度は時速約100キロ。
第1話(パイロット)のみクリスクラフト社のスティンガー390を使用。低い鉄橋をくぐったりクロケットがボートに飛び降りるシーンの撮影に支障があるため、ウィングの形を模したレーダーマウントアーチが付いていない。
第2話からスティンガー390Xを使用。S1・8話「ボートレースに隠された麻薬密輸ルート」のレースではターボチャージャーを追加し、中央座席を増設してジートがスロットルマンとして搭乗した。
ドラマがヒットするにつれ優美な外観のパワーボートが望まれたため、シーズン2からウェルクラフト・スカラベに替えられてしまう。クリスクラフト社はシーズン2以降のリース契約の継続、またはボートを買い取るようユニバーサルTVに申し出たが拒否されてしまった。
- ウェルクラフト KV38 スカラベ　Wellcraft KV38 Scarab

シーズン2〜5で使用。
全長38.8フィート。575馬力のマークルーザー製エンジン×2基を搭載し、最高速度は時速約100キロ。
モデル名の38KVは全長と船体のケブラー素材を表す。スカラベとは直訳すると「フンコロガシ」だが、古代エジプトで太陽を司る神の遣いと考えられた甲虫のこと。
撮影には4ないし5種類のスカラベが使われている。それぞれの違いはカラーリング、エンジンフードの形状、キャビン入口のドアの形状、マウントアーチに取り付けられた2つの前照灯の有無など。主演のドン・ジョンソンが所有するスカラベも数回登場しているという。S4・14話「冷血の殺人兵器密輸機関を叩け」のチェイスシーンでは、フィルムの使いまわしによりシーズン1のスティンガー390Xも散見される。
ウェルクラフト社には注文が殺到し、ドラマと同じカラーリングを施した「KV38マイアミバイス エディション」を発売した。100艇ほどが販売されそのうちの1艇がドン・ジョンソンに進呈された。こちらのKVという名は、ウェルクラフトの社長でスカラベの設計者でもあるラリー・スミス氏率いる"KAAMA Racing"と"Vice"の頭文字も意味している。

### ヨット
クロケットはマリーナに係留するセント・ヴィトゥス・ダンス号（St.Vitus Dance=聖ヴィトゥスの踊り）というヨットに寝泊まりし、周囲からは釣りガイドのソニー・バーネットで通っている。ビスケーン湾に建つ邸宅の監視にも度々使われる。「ヨット暮らしは素性が知られにくいから潜入捜査には最適だ」とクロケットは話しているが、暗殺者や犯罪組織、政府要人に場所を突き止められ襲われたことが幾度かあった。また妻キャロラインとの別居生活にも好都合だった。
撮影にはカボ・リコ38、エンデヴァー40、エンデヴァー42の3種類を使用しているが、船名が同じなので設定上は同一の船と思われる。
- カボ・リコ38　Cabo Rico38

第1話（パイロット)で使用。
1972年に中米コスタリカで創業して以来、順調にセールスを続けるカボ・リコ社製38フィートのセイルボート。
アメリカに進出しようと1983年にフォートローダーデールにカボリコUSAをオープンしたところ、第1話の撮影に貸し出されることになった。
- エンデヴァー40CC　Endeavor40CC

第1話(パイロット)を除くシーズン1で使用。
エンデヴァー・ヨット・コーポレーションのヒット商品で、1977年から4年間で185隻を販売した。
CCは「センターコクピット」(操舵席が甲板中央にある)の略で、これにより操縦が容易になっただけでなく、機関室の真上に操舵席を置いたため広々とした船内を実現した。このレイアウトはエンデヴァー社の独占だった。
船の先端と船尾の2つのキャビンにダブルベッドがあり、中央ギャレーのソファーもダブルベッドに変身する。トイレ兼用のシャワールームが2基、ミニキッチン、冷蔵庫、640リットルの水タンクなどを備え、6名で3日間程度の航海が出来る。
50馬力のディーゼルエンジンと280リットルの燃料タンクにより、風力を利用しなくても約300マイル（480キロ）の航行が可能である。
- エンデヴァー42CC　Endeavor42CC

シーズン2〜5で使用。
エンデヴァー40よりも全長0.6m、全幅0.4m拡張され船内が広くなった。1970年代にキーラーゴで創業したエンデヴァー社は年間200隻以上を販売したが、1980年代の不況で売上げが落ち込み1986年に買収された。が、評判の良いエンデヴァー42は買収されたあとも生産が続けられた。
創業者のジョン・ブルックスはエンデヴァー号の技術顧問に携わっていたが、1996年にフロリダ州セントピーターズバーグの自宅で強盗に殺害され同時にエンデヴァー号のブランドは幕を閉じた。
撮影に使用した3代目セント・ヴィトス・ダンス号(42cc)は2020年からキーウェストのキーウェストセイリングアドベンチャーが所有し、レンタルすることが出来る(2024年現在)。

### （ワニのエルヴィス）
「エルヴィス」はセント・ヴィトゥス・ダンス号で飼われているワニの名前である。
クロケットが学生時代に所属していたフットボールチームのフロリダゲイターズのマスコットだったが、飼育できなくなったのでクロケットが引き取った。船から逃げ出して騒ぎになったりクロケットが大事にしているレコード盤を食べるなど面倒ばかり起こすが、余所者を驚かす程度の役にはおおい立っている。オレンジ色の毛布がお気に入り。

アリゲーター科、推定年齢は15〜18歳。クロコダイルと比べると比較的大人しい性格とされている。
エルヴィスはフロリダ州デイビーのフラミンゴガーデン内にあった「ゲイターワールド」で飼育されていた。ワニは慣らすどころか飼うことすら困難な生き物だが、選ばれた理由は体長2.6メートル・140キロという巨体にあったのだろうと担当飼育員のジョージ・ハーウェルは語っている。
エルヴィスと一緒に代役の「プレスリー」も用意された。出演要請があるとハーウェルらは2頭の口に粘着テープを巻き付けてトラックで運搬した。ストレスを与えないよう休憩を多く取るため、数分程度の出番でも撮影現場にいる時間は十数時間にも及んだという。2匹で時給250ドルを稼いだ。
シーズン1では実際にマリーナに停泊する船上で撮影したが、シーズン2の始め頃からヨットを汚損しないよう船を模したセットで撮影するか、船上でワニのモックアップを使用するケースが増えた。

マイケル・マンは刑事がワニを飼うという非現実的なシナリオが最初から気に入らなかったそうで、シーズン2の途中から徐々に出番が減っていく。シーズン3に入ると予算削減とシリアスなストーリーに合わないという理由からその姿が見られるのは第2話までとなり、その後は会話の中に出てくる程度になった。
出演を終えた後、正確な時期は不明だが1986〜1990年頃にゲイターワールドにいる他のワニに噛み殺され、園内に埋葬された。

## 使用する銃器

### クロケットの銃
- ブローニングBDA.45ACP　Browning BDA

第1話(パイロット)で使用。SIG SAUER P220の.45口径バージョンで、当時はブローニング社が輸入販売していた。P220とはグリップとスライド右側のマーキングが異なる。
- ドーナウス&ディクソン ブレン・テン　Dornaus and Dixon Co. Bren Ten

シーズン1の第2話以降とシーズン2で使用し、専ら「ソニー・クロケットの銃」として定着している。オリジナルのブレン・テンは黒色の炭素鋼のスライドとステンレスシルバーのフレームを持つツートンカラーだが、夜のシーンでも見映えがするようマット仕上げのクロムメッキモデルを2丁用意した。
発砲シーンは10mm弾の空砲が入手できなかったため.45ACP弾を使用した。
- S&W M645

シーズン3から使用。1986年にドーナウス&ディクソン社が倒産したため、NBCはスミス＆ウェッソン社と契約しM645に代えられた。
- S&W M4506

シーズン5で使用。1988年後半にスミス＆ウェッソンが発表した第3世代の自動拳銃。
- デトニクス・ポケット9　Detonics Pocket 9

第1話のみ使用。バックアップ用に左足首に携行している。
- デトニクス・コンバットマスター.45ACP　Detonics Combat Master

シーズン1の第2話以降とシーズン2で使用した。
- S&W CS45

S&W社と契約したシーズン3から使用していると見られる。最終回で確認できる。

### タブスの銃
- S&W M38 ボディガード　Smith & Wesson Model 38 Bodyguard

パックマイヤー製のラバーグリップを装着する。弾丸をリロードするシーンが見られるのはS2・7話「蘇った悪魔の教祖!美女誘拐事件にひそむゾンビの呪い!!」の一度限り。
- イサカ M37 ステークアウト　Ithaca Model 37 Stakeout

シーズン1～3で使用した。
タブスにソードオフ・ショットガンを持たせようと提案したのは銃器アドバイザーのジム・ズビアナだった。その理由はフィリップ・マイケル・トーマスの拳銃の扱いがあまりに雑すぎて敏腕刑事に見えないからであった。
ステークアウトとは「張り込み」の意味。
- スミス＆ウェッソン 3000　Smith & Wesson 3000

シーズン4から使用。
S&W M3000をベースにウィルソン・コンバット社が銃身と銃床を短く改造したポンプ式ショットガン。銃身長は7.9インチで装弾数は3発。銃身が短すぎてポンプ動作が出来ないため、折り畳み式のフォアグリップが装備される。

### クロケットのショルダーホルスター
クロケットのホルスターは3種類が確認されている。ドン・ジョンソンは腰ベルトに留める昔ながらのヒップホルスターを要望したが、基本的にベルトを付けない衣装のため彼の意見は通らなかった。
- ビアンキ X15　Bianchi X15

第1話（パイロット）で使用。
マイケル・マンは「ザ・クラッカー/真夜中のアウトロー」(1981)でジェームズ・カーンが装着したジャッカスレザーカンパニーの”ジャッカスリグ”を使おうと考えていた。しかし会社と連絡が取れなくなっておりビアンキX15を用意した。
ビアンキのホルスターは銃を縦に差し込んで肩からぶら下げる単純な構造のため、激しい動きをすると脇の下でホルスターが暴れてしまいドン・ジョンソンの演技に支障が生じた。そのため使用は1話限りとなった。
- テッドブロッカー・ライフライン　Ted Blocker LifeLine

シーズン1・第2話〜シーズン3で使用。
第2話からジャッカス・リグによく似たデザインのテッドブロッカー社のライフラインを採用。しかし薄いジャケット越しにホルスターの形が浮き出てしまううえ、ドン・ジョンソンも着け心地が不快だと不満を漏らしていた。
- ジャッカスレザーカンパニー・ジャッカスリグ　Jackass Leather Company Jackass Rig

シーズン2の途中から使用。
何としてもジャッカスリグを手に入れたかったマイケル・マンは、制作スタッフにシカゴの銃砲店に片っ端から電話させた。するとジャッカス社はシカゴからアリゾナ州フェニックスに1983年に移転し、社名もギャルコ・インターナショナル（GALCO＝Great American Laser Company）に改名していることがわかった。
連絡を受けたギャルコのリチャード・ギャラガー社長は技術者と共にマイアミに飛び、ドン・ジョンソンの体型を採寸してホルスターを製作した。それを着けたドン・ジョンソンは「手袋のようにフィットする」と満足気だったという。
最初の頃はマガジンホルダーが間に合わなかったため、シーンによってテッドブロッカーも並用した。またシーズン3でブレン・テンからS&W M645に代わったときはホルスターも新調した。
このホルスターは拳銃を素早く抜けるように水平に保持する構造で、1970年代にシークレットサービスなど向けに考案された。マイアミバイスのおかげで人気商品となり、商品名もジャッカスリグから「マイアミクラシック」”Miami Classic Shoulder System”に変更した。同時に『世界で最もコピー品が作られたホルスター』にもなった。撮影に使われたジャッカス・リグは、ドン・ジョンソンのサイン入り写真と共にGALCO社に展示されている。

## 異例とも言えるテーマソングの大ヒット

### 異例の大ヒット
番組のサウンドトラックは、発売された1985年から翌年にかけアメリカだけで300万枚を超える大ヒットとなった。中でもヤン・ハマーが手掛けたテーマソングは、1985年の夏にシングルカットされ、全米チャート（Billboard Hot 100）でナンバーワンを記録した（1985年11月9日付。S2・6話「極秘クラブ・愛欲のスキャンダルを撃て!!」が放映された週）。80年代のインストゥルメンタルによるナンバーワンヒットは、この曲と、ヴァンゲリスの『Chariots Of Fire』（映画「炎のランナー」のテーマ）の2曲しかなく、この曲がナンバーワンヒットになったあとは、2013年初頭にBaauer（バウアー）の『Harlem Shake』がナンバーワンに輝くまで、およそ28年近くインストゥルメンタルによるナンバーワンヒットは出なかった。
2002年にはヤン・ハマー作曲のインストゥルメンタル曲のみで構成された『MIAMI VICE:The Complete Collection』2枚組CDアルバムが限定発売され、2014年現在プレミア価格で売買されている。
しかし、2011年からダウンロード版が「Amazon.com」等で販売されており、高価なCDを買わずとも楽曲を楽しむことはできる。ダウンロード版にはCDに収録されていないボーナストラックも含まれる。
また、ヤン・ハマーは当時のチェコスロバキア（現在のチェコ共和国及びスロバキア共和国）出身アーティストで初めて全米ナンバーワンを獲得したアーティストとなった。

### 参加の経緯
ヤン・ハマーのインタビューによると、彼を招き入れたのはマイケル・マンで、ハマーが携わった過去のテレビドラマで名前を憶えていたのだという。
マンに呼ばれてオフィスを訪ねると、マンと第1話(パイロット)のトーマス・カーター監督がいた。まだ出演者すら決まっていない時期だったが、マンは「今までにないテレビドラマを作りたい」と計画中の刑事ドラマの趣向を話し始め、ハマーも最近のテレビ番組にはうんざりしていたので彼の意図をすぐに理解した。ハマーは持参したカセットテープの曲を聴かせると2人とも気に入った様子で、他にもいくつか作ってみたが結局その曲がテーマ曲に採用された。
やがてドラマの撮影が始まると編集済みのビデオテープがニューヨーク州ブリュースターの自宅兼スタジオに送られてきて、それを見ながら全て1人で作曲した。最初は市販のVHSデッキしか持っておらずストップウォッチで計測しながら作曲していたが、シーズン1の終わり頃にプロ仕様のビデオデッキとシンクロナイザー、24トラックのテープレコーダーを導入したおかげで作業効率が格段に向上した。収録したVHSテープは航空便でロサンゼルスに送り返した。
大変な仕事量だったが否定的な意見は一切なく、好きなようにやらせてくれたおかげで重圧から逃れることが出来た。マンに指示されたのはシーズン2の途中で「どんどん曲を作ってくれ」と言われたことくらいだった。
だがシーズン3の頃になると疲れ果ててしまい、プロデューサーが交代したこともあって降板を考え始めたという。シーズン3を製作中の1986年、ロサンゼルスで開催されたオーディオ機器の展示会で、会場にいたハマーのところにジョン・ピーターセンという青年が訪ねてきて、自作の楽曲を聴いて貰おうとハマーにカセットテープを手渡した。それが気に入られ、シーズン4から参加することになった。
シーズン4の半ば頃からピーターセンに任せハマーは徐々に退いていった。シーズン5からはティム・トルーマンに変わった。

## 日本での放映
1986年10月7日から1988年3月29日までテレビ東京系列の火曜日21:00に放送された。初回放送時は第1話冒頭に小林克也の作品解説が挿入された。しかし視聴率不振のため、1988年の春の改編時に打ち切りとなった。このためシーズン4の途中までしか放送されず、そこから先のエピソードは長らく日本未放映であった。また、テレビ東京放送時にはエピソードの抜けが4本あった（53話 Baby Blues、56話 Down For The Count Part1、57話 Down For The Count Part2、77話 Rising Sun of Death）。
その後、2004年からCSのAXNにて『マイアミ・バイス』の名称でようやく日本初の全話放送が実施された（吹替えの無いエピソードは字幕対応）。
2007年には全話がDVD化され、最終話はオリジナルの声優陣で吹替版が新規収録された。2014年現在では廉価版が発売されており、容易に全てのエピソードを鑑賞することができる。
テレビ東京放送時には日本独自でクロケットとタブスの掛け合いによる次回予告があったが、これはDVDには収録されていない。
2021年7月19日よりAXNにて、シーズン1からシーズン3までの放送(吹替版)を開始した。2024年にはHuluでシーズン1のみを配信。いずれもテレビ東京で放映されたバージョンである。

### 日本語版製作スタッフ
- プロデューサー：三島良広（テレビ東京） / 飯田謙二（テレビ東京）
- 翻訳：額田やえ子
- 演出：左近允洋
- 調整：飯塚秀保
- スタジオ：グロービジョン
- 日本語版製作：テレビ東京 / グロービジョン
- 配給：日本MCA

## ユニバーサルスタジオのスタントショー
ユニバーサル・パークス&リゾーツは所有する２ヶ所のテーマパークで「マイアミバイス」をモチーフとするスタントショーを興行した。

### ユニバーサルスタジオ・ハリウッド
カリフォルニア州ロサンゼルスのユニバーサルスタジオハリウッドでは "The A-Team Live Stunt Show"（特攻野郎Aチームのショー)に代わり、1987年から”Miami Vice Action Spectacular” をスタートした。ショーを担当するユニバーサルクリエイティヴは「ランボー」を企画し進めていたが、親会社のユニバーサルから急遽マイアミバイスに変更するとの指示を受け計画を全て破棄、それからわずか4ヶ月半で完成させたという。
この約15分間のスタントショーは、カリブ海の小さな島にある麻薬組織のアジトにクロケットとタブスが乗り込んで壊滅するという筋立て。ヤン・ハマーの音楽をバックに2人が登場し激しい銃撃戦を展開するが、中盤からは水上オートバイやホバークラフト、トロッコを使用し、クライマックスでは敵の軍用ヘリコプターが現れ墜落爆発するなどテレビシリーズとはだいぶ趣きが異なっている。またショーの途中で司会進行役が現れスタントや特殊効果について解説をするという演出も見られた。
舞台装置はカリフォルニア州サンディマスにあるRide & Show Engineeringによって製作されたもので、セットや特殊効果の装置などに540万ドルを要した。爆発や着弾の演出には可燃性ガスや圧縮空気を使用し、ヘリコプターは自在に動くアームに取り付けられている。これらは毎回同じ動作をするようプログラムされていた。
スタント監修はベテランスタントマンのアレックス・プラッシャート(1932-2007)が担当した。ショーでは大勢の悪人が倒されるように見えるが、悪人役のスタントマンは6人しかいない。プラッシャートはその後ラスベガスストリップの「トレジャーアイランドショー」も手がけた。
ショーは1995年1月に終了し、同年の秋から「ウォーターワールド」に模様替えした。

### ユニバーサルスタジオ・フロリダ
フロリダ州オーランドのユニバーサルスタジオフロリダでは、1990年から”Dynamite Nights Stunt Spectacular ”と称する約20分間のスタントショーをスタートした。ハリウッド版ほど凝った舞台装置は用意されずボートやジェットスキーを使った水上ショーをメインとしており、露骨にマイアミバイスを意識する演出ではなかった。火花や火炎を多用するため、閉園する直前の暗くなる時間帯に毎日1回だけ公演された。
テレビシリーズは1989年に終わったが、このショーはその翌年の1990年に始まり2000年まで続いた。その後は噴水や花火、レーザーなどを駆使する水上ショーに代わった。

## パロディ・オマージュ
- 『セサミストリート』- 2匹のネズミが登場する「マイアミ・マイス」”Miami Mice”(マイスはマウスの複数形)が放送された。ドイツでは同じ声優が吹替えをした。
- 『殺したい女』(1986) - ビル・プルマンが演じるアールが飼っている金魚の名前がクロケットとタブスである[68]。
- 『クリーブランド・バイス』- 1986年に「サタデー・ナイト・ライブ」の中で放映されたミニドラマ。クロケット風の刑事役をハリー・ディーン・スタントンが演じる。
- 『ニュージャージー・バイス』(1986)- コメディアンのジョー・ピスコポが作った短編テレビドラマ。タブス風の刑事役をエディ・マーフィーが演じる[69]。
- 『俺がハマーだ！』- テレビのニュースキャスターが番組を終えるときに「では引き続きマイアミバイスをお楽しみ下さい("Back to Miami Vice."」とアナウンスし、ハマーがテレビを拳銃で撃ち抜くシーンがある。
- 『パラドールにかかる月』(1988)- 劇中で映画俳優を演じるリチャード・ドレイファスの衣装や髪型がシーズン2のソニー・クロケットに酷似している。
- 『ザ・シンプソンズ』- シーズン27の ”Ra-Z Rider” はマイアミバイスなどの1980年代の様々なポップカルチャーをアレンジしている[70]。
- 『刑事ナッシュ・ブリッジス』- フィリップ・マイケル・トーマスがかつての相棒の役でゲスト出演している(シーズン6・14話)。
- 『グランド・セフト・オート・バイスシティ』- 2002年にロックスターから発売されたビデオゲーム。ファッション、車、BGMなどが影響を受けており、フィリップ・マイケル・トーマスも声で出演した。
- 『ナイキのテレビCM』- 2010年のナイキのテレビCMで、ドン・ジョンソンがソニー・クロケット役で登場。
- 『アントマン vol.14』- 2015年のマーヴェルコミックの表紙がクロケットとタブスのコスチュームだった[71]。
- 『フォールガイ』（2024）- コルトを演じるライアン・ゴズリングが「マイアミバイス・スタントチーム」のジャケットを着ており、ボートを操縦するシーンではマイアミバイスのテーマ曲が流れる。